# اچ‌ام‌اس سیلویا (۱۸۰۶)
اچ‌ام‌اس سیلویا (۱۸۰۶) (به انگلیسی: HMS Sylvia (1806)) یک کشتی بود که طول آن ۶۸ فوت ۲ اینچ (۲۰٫۸ متر) بود. این کشتی در سال ۱۸۰۶ ساخته شد.